# Körfez, Kocaeli

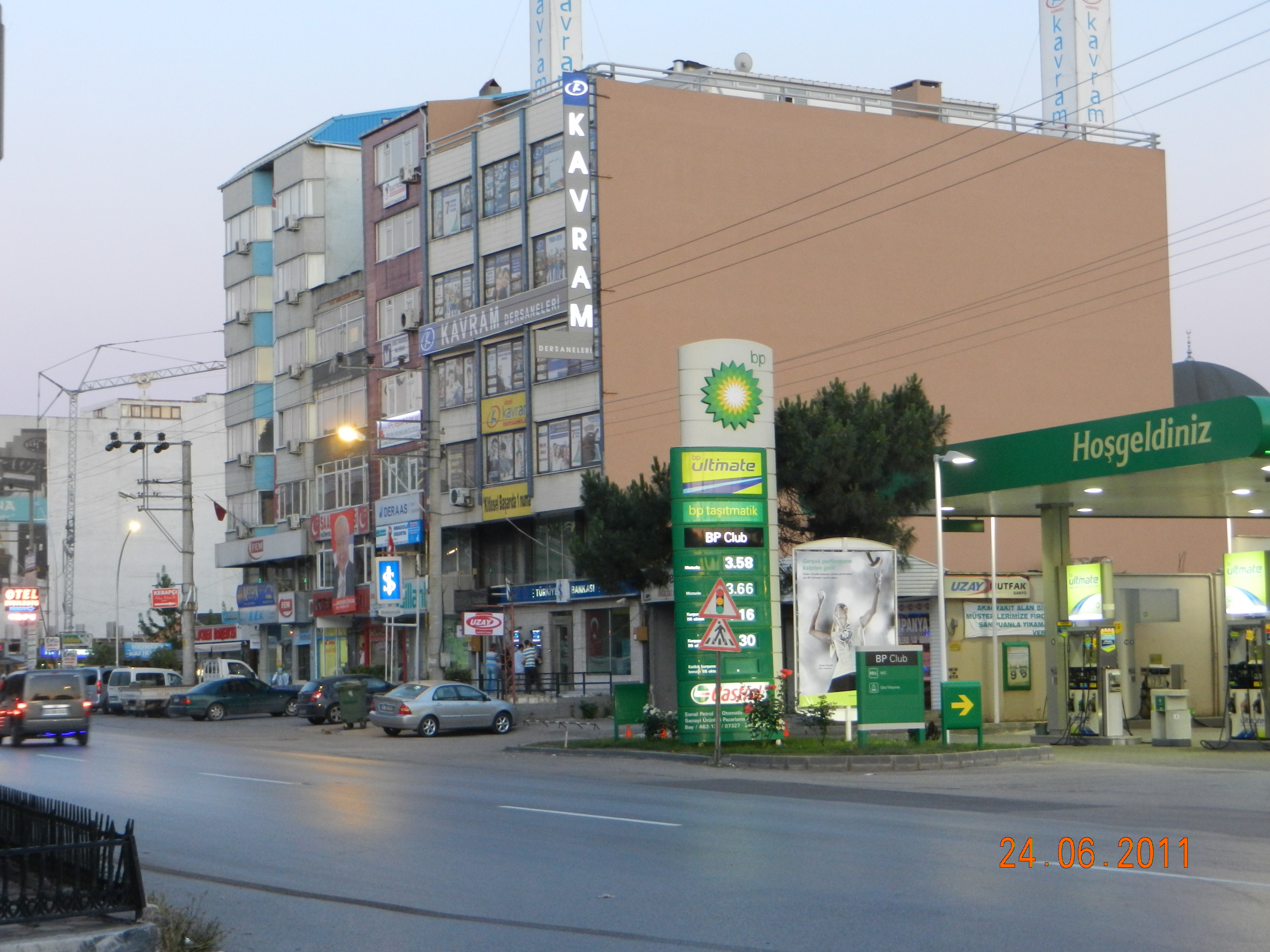
Körfez

Körfez là một thành phố nằm trong tỉnh Kocaeli khu vực Marmara của Thổ Nhĩ Kỳ. Thành phố Körfez, Kocaeli có diện tích km2, dân số thời điểm năm 2009 là 126.616 người. Đây là thành phố lớn thứ 57 tại Thổ Nhĩ Kỳ.
Körfez, Kocaeli được tạo ra từ một phần phía đông của phần Gebze và phía tây của Izmit (Sau đó, được gọi là Trung tâm) huyện vào năm 1987. Körfez, Kocaeli có biên giới với Şile phía bắc, Derince từ phía đông, Dilovası từ phía tây nam và Gebze từ phía tây. Trung tâm của nó được gọi là Yarımca trước khi một trung tâm huyện. Hereke và Kirazlıyalı thị trấn với thành phố cho đến khi bãi bỏ các thành phố của họ trong năm 2009 và được chuyển đổi thành các quận.